# Arionoidea
Arionoidea is een superfamilie van weekdieren uit de klasse van de Gastropoda (slakken).

## Taxonomie
De volgende taxa zijn in de superfamilie ingedeeld:
- Familie Arionidae Gray, 1840
- Familie Anadenidae Pilsbry, 1948
- Familie Ariolimacidae Pilsbry & Vanatta, 1898
  - Onderfamilie Ariolimacinae Pilsbry & Vanatta, 1898
  - Onderfamilie Zaggleinae Webb, 1959
- Familie Binneyidae Cockerell, 1891
- Familie Oopeltidae Cockerell, 1891
  - Onderfamilie Oopeltinae Cockerell, 1891
  - Onderfamilie Ariopeltinae Sirgel, 1985
- Familie Philomycidae Gray, 1847